# 赵天宇 (歌手)
趙天宇（1997年8月25日—），出生于中国湖北省武漢市，2017年参加腾讯视频音樂偶像養成類節目《明日之子》，為盛世美顏賽道選手，通過節目推出個人廠牌——局外人inside，最後成為《明日之子》全國總決賽季軍正式出道。

## 演藝歷程
2017年，參加騰訊視頻選秀娛樂節目《明日之子》，最終獲得全國總決賽季軍；與此同時，參與錄製了《明日之子》的同名主題曲《明日之子》，參加“明日之子全國巡迴演唱會” ；同年12月8日，他參與配音的奧斯卡金像獎獲獎傳記類動畫電影《至愛梵高·星空之謎》上映，這是他首次參與動畫電影的配音工作；2018年1月12日，與周震南共同演唱電視劇《戀愛先生》插曲《吸引力法則》；同年4月起，參與電視劇《我的不惑青春》及網劇《看見味道的你》拍攝；同年12月6日，發行首張EP《局外人》，其中包含趙天宇親自填詞《無解》。2019年4月，參與電影《古劍奇譚之青雲訣》拍攝 。同年5月起，舉辦《趙天宇 局外人·Inside 全國七城簽唱會》。6月14日，首本圖書作品集《人在局外》正式開啟預售。
2021年6月10日發行《耳語》，三首歌皆參與詞曲。
同年，2021年8月24日趕在24歲生日前夕，成立私人工作室。
2022年6月16日成立私人品牌。

## 音樂作品

### 迷你專輯
- 2021-06-01 《耳語》1.無惑、2.背影(0607)、3.只有你(0609)
- 2018-12-06 《局外人》不再讓你走遠、思刻、無解、我陪你忘了他

### 單曲
- 2017-07-29《明日之子》2017明日之子主題曲
- 2017-08-26《來日方長》個人首支原創歌曲
- 2018-01-12《吸引力法則》feat.周震南（電視劇《戀愛先生》插曲）[1]
- 2018-07-16《不止平凡》明星健身房第二季主題曲
- 2018-12-27《勇往直前戀上你》feat.王霏霏（電視劇《勇往直前戀上你》插曲）
- 2019《我的莫格利男孩》插曲《聽我說說》

## 演唱會
- 2017《明日之子》全國十站巡迴演唱
- 2019《趙天宇 局外人·Inside 全國七城簽唱會》

## 影視作品

### 配音
| 上映時間   | 作品名稱              | 配音角色            | 作品類型 |
| ---------- | --------------------- | ------------------- | -------- |
| 2017-12-08 | 《至爱梵高·星空之谜》 | 阿曼德·卢兰(男主角) | 動畫電影 |

### 電視劇
| 年份   | 劇名             | 角色       | 備註   |
| ------ | ---------------- | ---------- | ------ |
| 2019年 | 生活对我下手了2  | 他自己     | 網絡劇 |
| 2019年 | 看見味道的你     | 萬澤澤     |        |
| 2020年 | 我的不惑青春     | 少年陸天齊 |        |
| 2020年 | 少爷与我的罗曼史 | 顾子谦     | 網絡劇 |
| 2021年 | 玲珑             | 梦盏       |        |
| 2022年 | 拜托了！8小时    | 赵家良     | 網絡劇 |

### 電影
| 年份 | 電影名稱         | 角色   | 備註 |
| ---- | ---------------- | ------ | ---- |
| 待播 | 古劍奇譚之青雲訣 | 樂無異 |      |

## 圖文作品
- 2019-06-14《人在局外》

## 綜藝節目
- 騰訊視頻《明日之子》第一季
- 騰訊視頻《明日之子8点见》
- 騰訊視頻《明日之子侃侃看》第9期
- 騰訊視頻《明日之子的宿舍》
- 湖南衛視《快樂大本營》20180120期
- 湖南衛視《快樂大本營》20180317期
- 騰訊視頻《明星健身房第二季》主持人
- 优酷视频《演技派》学员

## 明日之子賽事
| 播出時間 | 集數   | 歌曲                       | 原唱           | 结果                               | 備注               |
| -------- | ------ | -------------------------- | -------------- | ---------------------------------- | ------------------ |
| 6月10日  | 第1期  | 《奇妙能力歌》             | 陳粒           | 給予「超級666」（最高評價）過關    |                    |
| 7月1日   | 第4期  | 《我喜歡上你時的內心活動》 | 陳綺貞         | 晋级前13强                         |                    |
| 7月29日  | 第7期  | 《遺憾》                   | 許美靜         | 晋级前11强                         |                    |
| 8月5日   | 第8期  | 《Faith》                  | George Michael | 晋级前9强 (个人厂牌“inside局外人”) |                    |
| 8月12日  | 第9期  | 《葉子》                   | 阿桑           | 晋级前8强                          |                    |
| 8月19日  | 第10期 | 《被馴服的象》             | 蔡健雅         | 晋级前7强                          |                    |
| 8月26日  | 第11期 | 《久別重逢》               | 王騫           | 晋级前6强                          | 趙天宇首創念白     |
| 9月2日   | 第12期 | 《歲月神偷》               | 金玟岐         | 晋级前5强                          | 周筆暢帮唱         |
| 9月2日   | 第12期 | 《红尘客栈》               | 周杰伦         | 晋级前5强                          | 与孟子坤合唱       |
| 9月9日   | 第13期 | 《愛的箴言》               | 羅大佑         | 晋级前4强                          | 好妹妹樂隊帮唱     |
| 9月9日   | 第13期 | 《忘了她》                 | 帕爾哈提       | 晋级前4强                          |                    |
| 9月16日  | 第14期 | 《白月光》                 | 張信哲         | 晋级前3强                          | 張碧晨帮唱         |
| 9月16日  | 第14期 | 《City Of Stars》          | 雷恩·葛斯林    | 晋级前3强                          |                    |
| 9月23日  | 第15期 | 原创《初恋薛凯琪》         | 陈萝莉         | 全國總決賽季軍                     | 陈萝莉及孟子坤助阵 |
| 9月23日  | 第15期 | 《光》                     | 陳粒           | 全國總決賽季軍                     |                    |

## 廣告代言或公益活動
- 肯德基炙烤脆皮霸王翅－新品體驗官
- 小迷糊面膜

## 得獎與提名
- 2017網易有態度人物盛典——年度最有態度新銳歌手
- 2017時裝之夜——狂熱時代解讀者
- 2017第八屆牛耳獎—－互聯網年度新銳人物

## 2022年9月4日 — 于正發微博催過氣流量還錢曬聊天記錄疑似實錘趙天宇.参考資料
1. ↑  ,   [2019-08-12] （中文）

## 外部連結
- 赵天宇的新浪微博
- 趙天宇的Instagram